# Annakirche (Krakau)

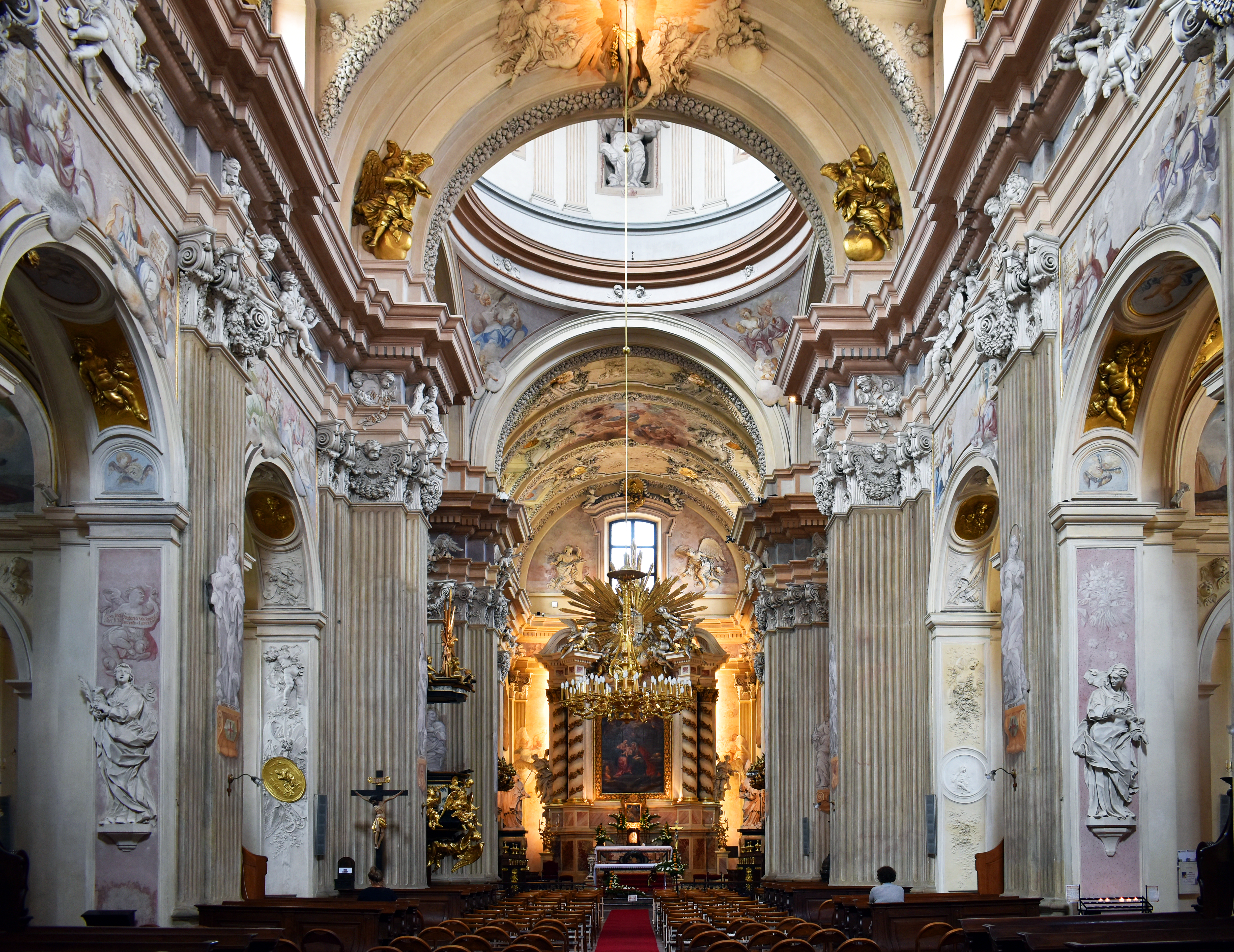
Innenraum

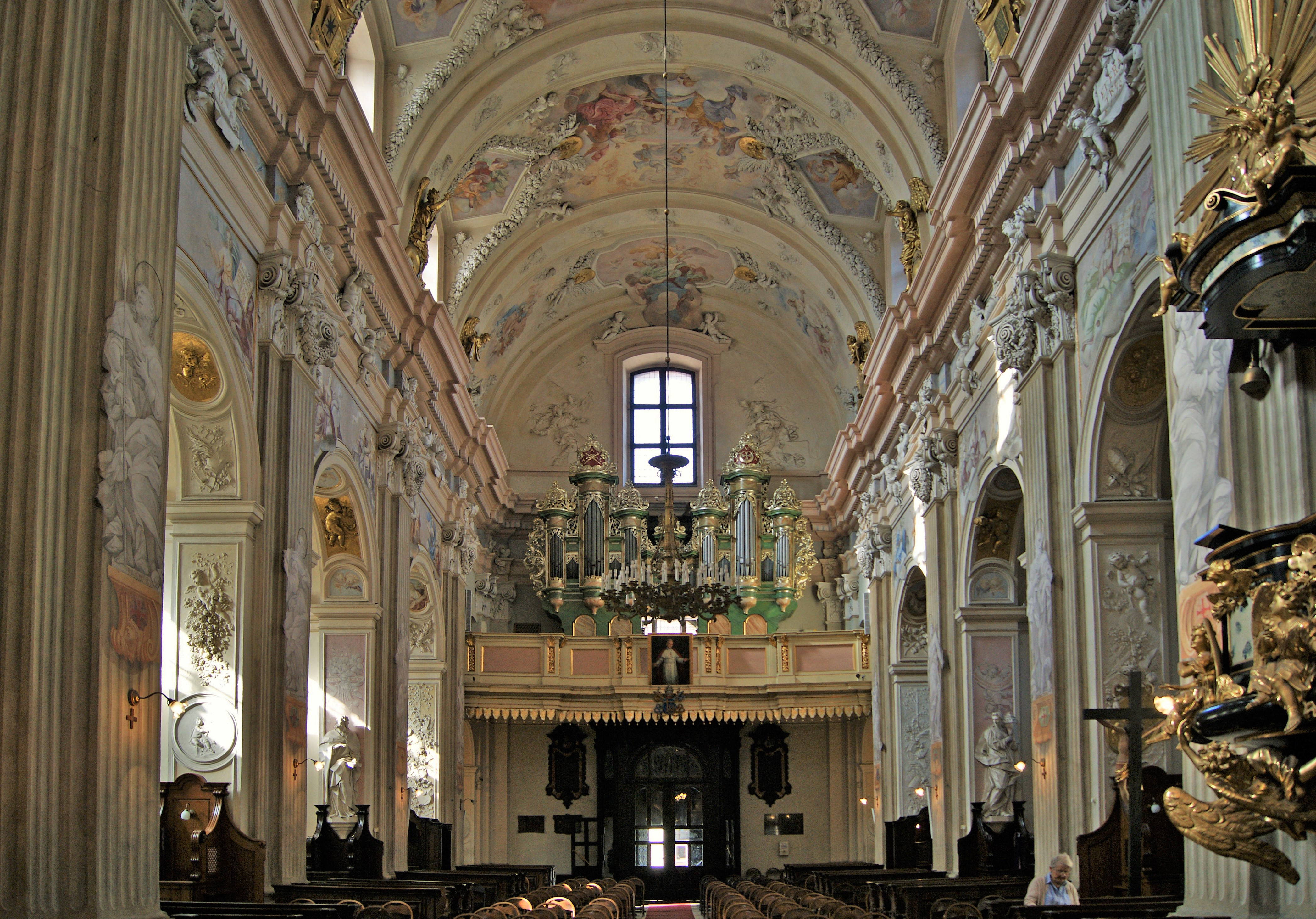
Orgel

Die St.-Anna-Kirche (polnisch Kościół św. Anny) in Krakau ist eine römisch-katholische Kirche und ist ein bedeutendes Beispiel barocker Kirchenarchitektur in Polen. Die Kirche befindet sich in der Krakauer Innenstadt an der ulica św. Anny 11.

## Geschichte
Ihre erste Erwähnung fand die Kirche 1381 in der Stiftungsurkunde von Sulislaus I. Nawoja aus Grodziec. 1407 wurde die Kirche durch einen Großbrand vollständig zerstört, noch im gleichen Jahr aber vom polnischen König Władysław II. Jagiełło im gotischen Stil wieder aufgebaut. König Władysław II. Jagiełło war es auch, der für eine enge Bindung dieser Kirche an die Jagiellonen-Universität sorgte, indem er 1418 die Schirmherrschaft der Universität für die St.-Anna-Pfarrkirche begründete. 1428 erfolgten der Umbau und die Erweiterung des Presbyteriums. Am 27. Oktober 1535 wurde die Kirche in den Rang einer Stiftskirche erhoben.
1689 wurde die gotische Kirche abgebrochen, weil sie angesichts der wachsenden Verehrung des hier beigesetzten heiligen Johannes von Krakau dem Zustrom der Gläubigen nicht gewachsen war. In den Jahren von 1689 bis 1703 wurde nach dem Entwurf des Holländers Tylman van Gameren der Barockbau in der heutigen Gestalt errichtet, welcher der römischen Kirche Sant’Andrea della Valle in Rom nachempfunden war. An der Ausgestaltung der Kirche wirkten Baldassare Fontana als Schöpfer des Skulpturenschmucks und die Gebrüder Carlo und Innocente Monti aus Mendrisio, und Karl Dankwart aus Neisse mit, deren Werk die Fresken waren. Das Bild der hl. Anna im Hochaltar stammt von Jerzy Siemiginowski-Eleuter, dem Hofmaler des Königs Johann III. Sobieski. Die Bilderreihe aus dem Leben der hl. Anna, die das Chorgestühl schmückt, führte im 18. Jahrhundert Szymon Czechowicz aus. Im rechten Teil des Querschiffs befindet sich der Altar mit dem Sarkophag des hl. Johannes Cantius.